# New York Film Critics Circle Awards 1988
La 54ª edizione della cerimonia dei New York Film Critics Circle Awards, annunciata il 15 dicembre 1988, si è tenuta il 15 gennaio 1989 ed ha premiato i migliori film usciti nel corso del 1988.

## Vincitori e candidati

### Miglior film
- Turista per caso (The accidental tourist), regia di Lawrence Kasdan
- Un mondo a parte (A World Apart), regia di Chris Menges
- Inseparabili (Dead Ringers), regia di David Cronenberg

### Miglior regista
- Chris Menges - Un mondo a parte (A World Apart)
- Clint Eastwood - Bird
- Wim Wenders - Il cielo sopra Berlino (Der Himmel über Berlin)
- Lawrence Kasdan - Turista per caso (The accidental tourist)

### Miglior attore protagonista
- Jeremy Irons - Inseparabili (Dead Ringers)
- Dustin Hoffman - Rain Man - L'uomo della pioggia (Rain Man)
- Tom Hanks - Big
- Gene Hackman - Mississippi Burning - Le radici dell'odio (Mississippi Burning)

### Miglior attrice protagonista
- Meryl Streep - Un grido nella notte (Evil Angels)
- Jodie Foster - Sotto accusa (The Accused)
- Melanie Griffith - Una donna in carriera (Working Girl)
- Carmen Maura - Donne sull'orlo di una crisi di nervi (Mujeres al borde de un ataque de nervios)

### Miglior attore non protagonista
- Dean Stockwell - Una vedova allegra... ma non troppo (Married to the Mob) e Tucker - Un uomo e il suo sogno (Tucker: The Man and His Dream)
- Alec Guinness - Little Dorrit
- Martin Landau - Tucker - Un uomo e il suo sogno (Tucker: The Man and His Dream)
- Tim Robbins - Bull Durham - Un gioco a tre mani (Bull Durham)

### Miglior attrice non protagonista
- Diane Venora - Bird
- Jodhi May - Un mondo a parte (A World Apart)

### Miglior sceneggiatura
- Ron Shelton - Bull Durham - Un gioco a tre mani (Bull Durham)
- Shawn Slovo - Un mondo a parte (A World Apart)
- Frank Galati e Lawrence Kasdan - Turista per caso (The accidental tourist)

### Miglior film in lingua straniera
- Donne sull'orlo di una crisi di nervi (Mujeres al borde de un ataque de nervios), regia di Pedro Almodóvar • Spagna
- Arrivederci ragazzi (Au revoir les enfants), regia di Louis Malle • Francia/Germania dell'Ovest/Italia

### Miglior documentario
- La sottile linea blu (The Thin Blue Line), regia di Errol Morris

### Miglior fotografia
- Henri Alekan - Il cielo sopra Berlino (Der Himmel über Berlin)
- Sven Nykvist - L'insostenibile leggerezza dell'essere (The Unbearable Lightness of Being)
- Jörgen Persson - Pelle alla conquista del mondo (Pelle erobreren)